# Barlovento (genre)
Pour l’article homonyme, voir Barlovento.
Genre
Barlovento est un genre d'opilions laniatores de la famille des Agoristenidae.

## Distribution
Les espèces de ce genre sont endémiques du Venezuela.

## Liste des espèces
Selon World Catalogue of Opiliones (13/07/2021) :
- Barlovento albapatella González-Sponga, 1987
- Barlovento littorei González-Sponga, 1987
- Barlovento marmoratus (González-Sponga, 1981)
- Barlovento salmeronensis González-Sponga, 1987

## Publication originale
- González-Sponga, 1987 : « Aracnidos de Venezuela. Opiliones Laniatores I. Familias Phalangodidae y Agoristenidae. » Boletin de la Academia de Ciencias Fisicas, Matematicas y Naturales, vol. 23, p. 1–562 (texte intégral).